# كليماكس (جورجيا)
كليماكس (بالإنجليزية: Climax, Georgia)‏ هي مدينة تقع في مقاطعة ديكاتور بولاية جورجيا في الولايات المتحدة. تبلغ مساحة هذه المدينة 2 (كم²)، وترتفع عن سطح البحر 87 م، بلغ عدد سكانها 297 نسمة في عام 2010 حسب إحصاء مكتب تعداد الولايات المتحدة.

## السكان
ووفقا للتعداد السكاني لعام 2000، كان هناك 297 شخصا، و 116 أسرة، و 68 عائلة تقيم في المدينة. وبلغت الكثافة السكانية 375.5 نسمة لكل ميل مربع (145.2/ كم 2). كان هناك 134 وحدة سكنية بمتوسط كثافة 169.5 لكل ميل مربع (65.5/ كم 2). وكانت التركيبة العرقية للمدينة 56.90٪ أبيض، 41.08٪ افريكي أمريكي، 0.34٪ أمريكان أصليون، وكان الإسبان أو اللاتين 3.37٪ من السكان.

## الموقع الجغرافي
ووفقا لمكتب التعداد في الولايات المتحدة، فإن مدينة كليماكس تبلغ مساحتها الإجمالية 0.81 ميل مربع (2.1 كم 2).
الموقع الجغرافي للمناطق المحيطة بهذه النقطة هو كالتالي:

## وصلات خارجية
- Cities & Counties - Georgia.gov